# Tereza Martincová

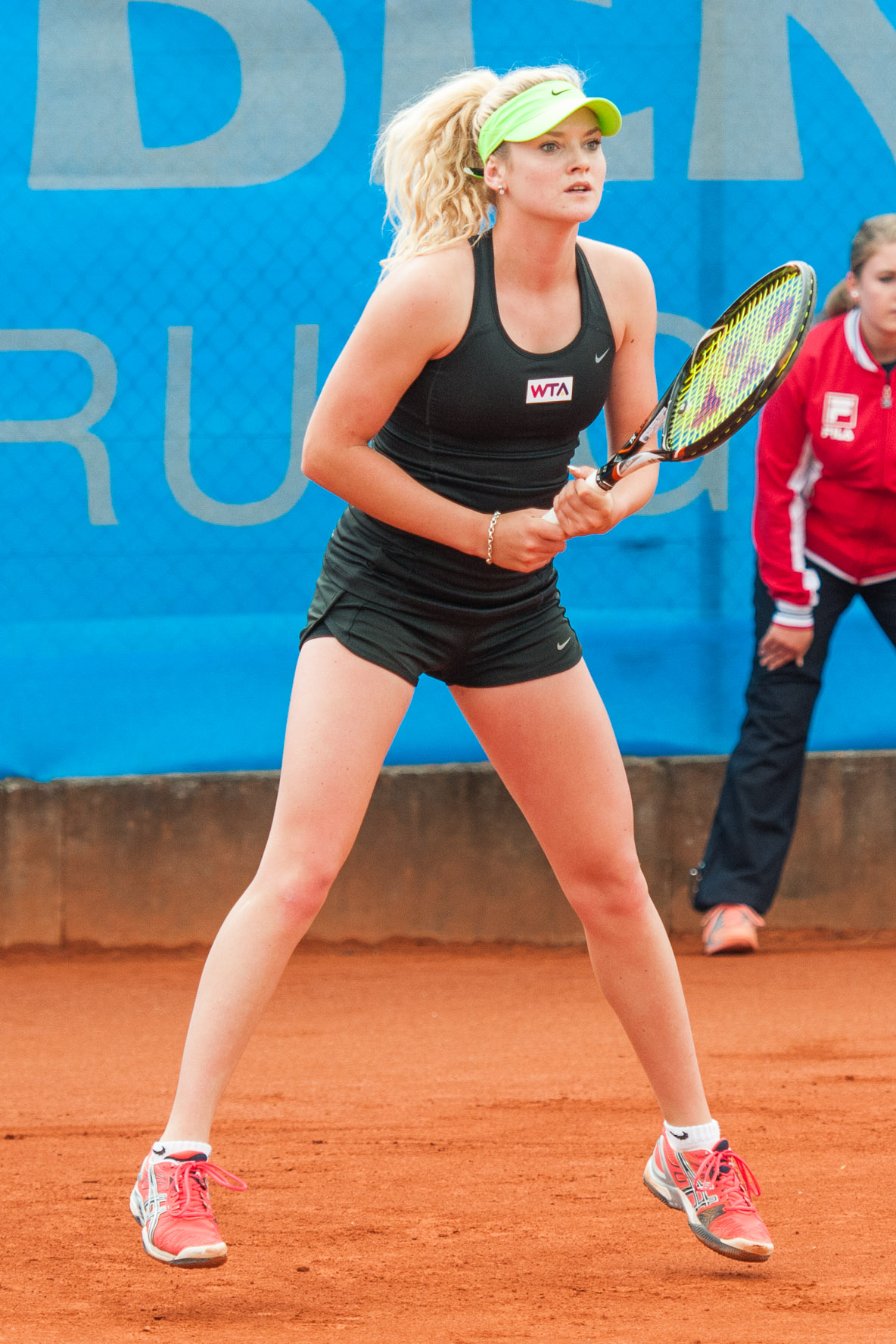
Tereza Martincová na turnaji Nürnberger Versicherungscup 2014

Tereza Martincová (* 24. října 1994 Praha) je česká profesionální tenistka. Ve své dosavadní kariéře na okruhu WTA Tour vyhrála jeden turnaj ve čtyřhře. V rámci okruhu ITF získala čtyři tituly ve dvouhře. Domovským oddílem je I. ČLTK Praha. V německé tenisové bundeslize v roce 2014 nastupovala za klub TC Amberg am Schanzl.
Na žebříčku WTA byla ve dvouhře nejvýše klasifikována v únoru 2022 na 40. místě a ve čtyřhře v červnu téhož roku na 77. místě. Stabilního trenéra po celou sezónu nemá, ale spolupracuje s Pavlem Zádrapou. Dříve tuto roli plnila Iveta Melzerová.
V českém fedcupovém týmu debutuje v roce 2022 štvanickým kvalifikačním kolem proti Velké Británii, v němž prohrála dvouhru s Emmou Raducanuovou. Češky zvítězily 3:2 na zápasy. Do listopadu 2022 v soutěži nastoupila k jedinému mezistátnímu utkání s bilancí 0–0 ve dvouhře a 0–1 ve čtyřhře.

## Tenisová kariéra

### 2010–2016
V rámci okruhu ITF debutovala v květnu 2010, když nastoupila do turnaje s dotací 10 tisíc dolarů ve Wiesbadenu. V prvním kole uhrála jediný game na Nizozemku Daniellu Harmsenovou. Premiérovou trofej z této úrovně tenisu si připsala v dubnu 2014 na události v Heráklionu. Druhou pak přidala v červnu 2015 ve švýcarském Lenzerheide.
V hlavní soutěži okruhu WTA Tour debutovala na červnovém turnaji Nürnberger Versicherungscup 2013. Po zvládnuté tříkolové kvalifikaci nestačila v úvodním kole na španělskou hráčku Estrellu Cabezaovou Candelaovou. O měsíc později prošla opět z kvalifikace do dvouhry Baku Cupu 2013, kde porazila Gruzínku Oxanu Kalašnikovovou, aby následně skončila na raketě Tadeji Majeričové. Na Swedish Open 2014 prohrála v otevíracím zápase s Němkou Monou Barthelovou.
Do premiérového čtvrtfinále kariéry se probojovala na červencovém Brasil Tennis Cupu 2015, konaném na tvrdém povrchu ve Florianópolisu. Ve druhé fázi vyřadila za 1.42 hodiny druhou nasazenou Chorvatku Ajlu Tomljanovićovou, postavenou na žebříčku o 129 příček výše. Osmkrát ji dokázala prolomit podání. Následně skončila na raketě americké turnajové pětky Bethanie Mattekové-Sandsové ve třech setech. Do prvního semifinále okruhu WTA Tour postoupila na zářijovém Coupe Banque Nationale 2016 v Québecu. Po zvládnutí kvalifikace na její raketě postupně skončily Barbora Krejčíková, Jekatěrina Alexandrovová a Jessica Pegulaová, než ji zastavila americká kvalifikantka Lauren Davisová.

### 2017–2020

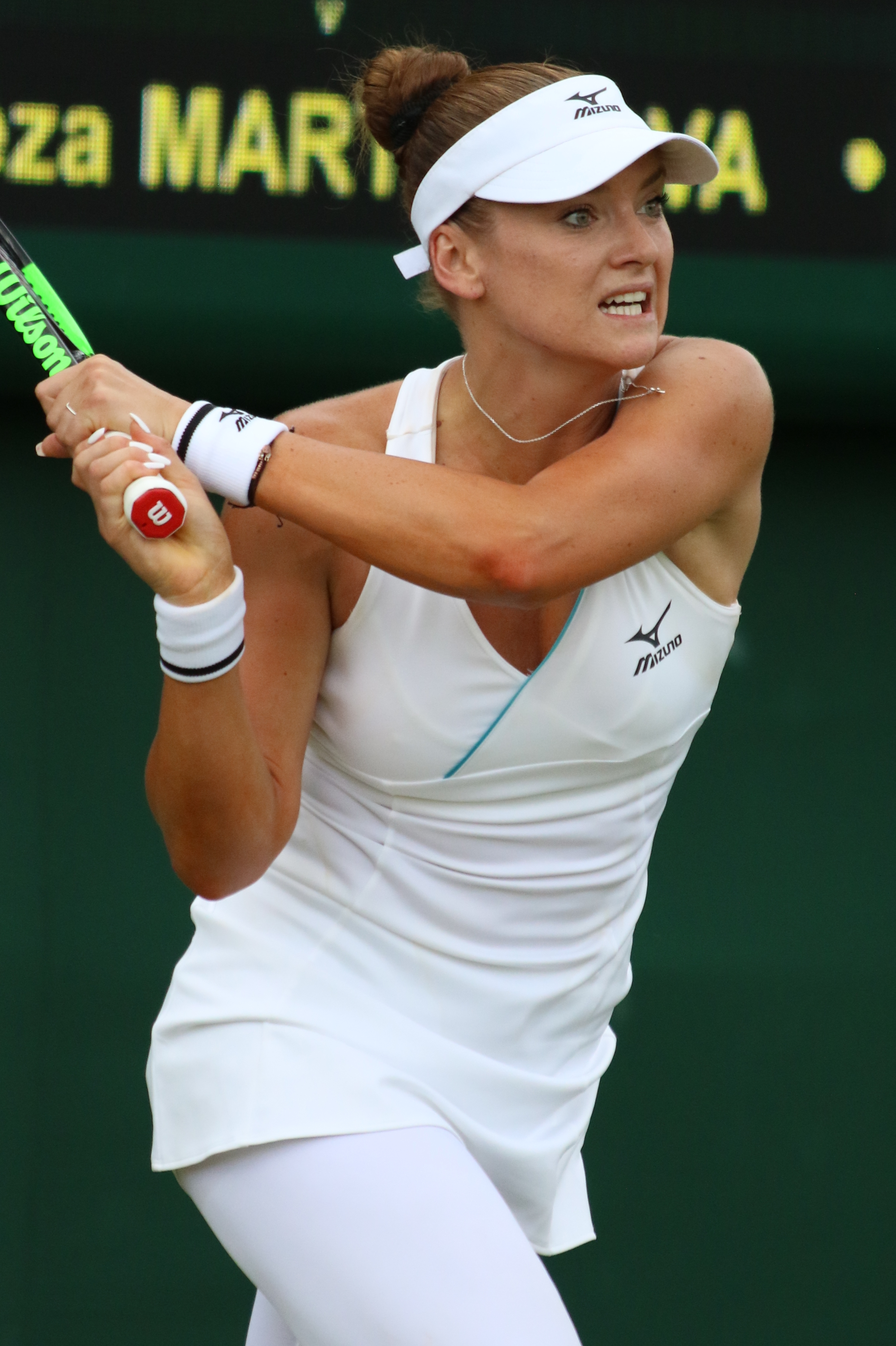
Tereza Martincová v prvním kole Wimbledonu 2019

Na únorový St. Petersburg Ladies Trophy 2017 přijížděla jako 166. hráčka světového žebříčku. Nastoupila tak do turnajové kvalifikace. V jejím druhém kole však byla diskvalifikována bez předchozího napomenutí. V zápase s belgickou 85. ženou žebříčku Elise Mertensovou z Belgie ztratila vedení 4–1 na gamy v rozhodující sadě. Za stavu 5–5 a 30:30 ve třetím setu došlo k ukončení utkání. Jako důvod byly udány „hrubé urážky rozhodčích“ pronesené v češtině. Martincová byla údajně frustrovaná z předchozích rozhodnutí hlavní rozhodčí, která opakovaně opravovala výroky čárových rozhodčích v její neprospěch. Na nevhodné vyjadřování Martincové měla, podle ní samotné, upozornit česká čárová rozhodčí. Ve druhém kole červencového Ladies Championship Gstaad 2017 vyřadila nejvýše nasazenou francouzskou dvacátou hráčku žebříčku Caroline Garciaovou, když zvládla koncovky obou sad. Následně prošla podruhé v kariéře do turnajového semifinále, v němž ji zastavila třetí nasazená Estonka Anett Kontaveitová ve dvou setech.
Do hlavní soutěže grandslamu poprvé postoupila na US Open 2017 po zvládnuté tříkolové kvalifikaci, kde v závěrečném duelu zdolala Italku Georgii Bresciovou. V úvodním kole dvouhry však nestačila na osmnáctou nasazenou Francouzku Caroline Garciaovou. V téže fázi dohrála také ve Wimbledonu 2019 s Wang Ja-fan a na US Open 2019 se světovou trojkou Karolínou Plíškovou. Až do semifinále se z kvalifikace probojovala na Istanbul Cupu 2020, kde ve druhé fázi oplatila prohru z roku 2017 Francouzce Garciaové.

### 2021
Průlomovou sezónu zaznamenala v roce 2021. Po vyřazení v druhém kole kvalifikace Australian Open prošla dvakrát kvalifikačním sítem na prestižních turnajích z kategorie WTA 1000. Na Dubai Tennis Championships zdolala ve druhém kole hlavní soutěže světovou jedenáctku Kiki Bertensovou, než ji vyřadila americká teenagerka Coco Gauffová. Na Miami Open přehrála v prvním kole 822. hráčku světa Jaroslavu Švedovovou z Kazachstánu, pak však nestačila na osmou nasazenou Biancu Andreescuovou. Bodový zisk jí zajistil v prvním dubnovém vydání žebříčku premiérový posun mezi 100 nejlepších tenistek. Na první vítězné utkání na grandslamu dosáhla na French Open, kde vyřadila Srbku Ivanu Jorovićovou. Poté však nenašla recept na americkou turnajovou osmadvacítku Jessiku Pegulaovou.
Během travnaté části sezóny postoupila na dvou turnajích mezi osm nejlepších tenistek. Poprvé na Viking Open Nottingham, kde ve čtvrtfinále nestačila na Kontaovou. Ve druhém případě prošla z kvalifikace do hlavní soutěže na Viking Classic Birmingham a cestou pavoukem vyřadila dvě grandslamové šampionky Samanthu Stosurovou a Jeļenu Ostapenkovou. V třísetovém duelu pak prohrála se světovou pětatřicítkou Darjou Kasatkinovou. Ve Wimbledonu prošla poprvé do třetího kola grandslamu, ve kterém ji vyřadila pozdější finalistka Karolína Plíšková. Bodový zisk jí zajistil posun na nové žebříčkové maximum, 78. místo. Dobrou formu přetavila v postup do prvního finále okruhu WTA Tour, když na červencovém Livesport Prague Open neztratila v úvodních čtyřech zápasech ani set. V boji o titul však získala jen dva gamy na tehdejší světovou třináctku Barboru Krejčíkovou. Po skončení turnaje opět postoupila ve světové klasifikaci, a to na 67. příčku.

### 2022
Sezónu rozehrála na lednovém Melbourne Summer Set I, kde ji vyřadila níže postavená Chorvatka Ana Konjuhová. Přes Dajanu Jastremskou prošla do druhého kola Adelaide International II, v němž podlehla pozdější americké šampionce Madison Keysové. Po turnaji se poprvé posunula na 47. místo žebříčku. Na obou událostech zaznamenala finálovou účast ve čtyřhře, v Melbourne po boku Šarífové, v Adelaide s Vondroušovou. Ani v jedom případě však nezvládla rozhodující supertiebreak a odešla poražena. Při premiérovém startu v hlavní soutěži Australian Open na úvod vyřadila Američanku Lauren Davisovou, než ji ve druhém kole přehrála třicátá nasazená Camila Giorgiová.

## Finále na okruhu WTA Tour
| Legenda                  |
| ------------------------ |
| D – dvouhra; Č – čtyřhra |
| Grand Slam (0)           |
| Turnaj mistryň (0)       |
| WTA 1000 (0)             |
| WTA 500 (0)              |
| WTA 250 (0–1 D; 1–2 Č)   |

### Dvouhra: 1 (0–1)
| Stav       | č. | datum             | turnaj       | kategorie | povrch | soupeřka ve finále | výsledek |
| ---------- | -- | ----------------- | ------------ | --------- | ------ | ------------------ | -------- |
| Finalistka | 1. | 18. července 2021 | Praha, Česko | WTA 250   | tvrdý  | Barbora Krejčíková | 2–6, 0–6 |

### Čtyřhra: 3 (1–2)
| Stav       | č. | datum          | turnaj               | kategorie | povrch | spoluhráčka         | soupeřky ve finále                  | výsledek              |
| ---------- | -- | -------------- | -------------------- | --------- | ------ | ------------------- | ----------------------------------- | --------------------- |
| Finalistka | 1. | 8. ledna 2022  | Melbourne, Austrálie | WTA 250   | tvrdý  | Majar Šarífová      | Kateřina Siniaková Bernarda Peraová | 2–6, 7–6(9–7), [5–10] |
| Finalistka | 2. | 14. ledna 2022 | Adelaide, Austrálie  | WTA 250   | tvrdý  | Markéta Vondroušová | Eri Hozumiová Makoto Ninomijová     | 6–1, 6–7(4–7), [7–10] |
| Vítězka    | 1. | 18. září 2022  | Portorož, Slovinsko  | WTA 250   | tvrdý  | Marta Kosťuková     | Cristina Bucșová Tereza Mihalíková  | 6–4, 6–0              |

## Finále na okruhu ITF
| Dotace turnajů okruhu ITF | Dotace turnajů okruhu ITF |
| ------------------------- | ------------------------- |
| 100 000 $ tournaments     | 80 000 $ tournaments      |
| 75 000 $ tournaments      | 60 000 $ tournaments      |
| 50 000 $ tournaments      | 25 000 $ tournaments      |
| 15 000 $ tournaments      | 10 000 $ tournaments      |

### Dvouhra: 9 (4–5)
| Stav       | č. | datum           | turnaj                 | povrch      | soupeřka ve finále     | výsledek           |
| ---------- | -- | --------------- | ---------------------- | ----------- | ---------------------- | ------------------ |
| Finalistka | 1. | 15. dubna 2013  | Antalya, Turecko       | tvrdý       | Beatriz Haddad Maiová  | 4–6, 3–6           |
| Vítězka    | 1. | 7. dubna 2014   | Heráklion, Řecko       | tvrdý       | Pernilla Mendesová     | 6–4, 6–4           |
| Finalistka | 2. | 25. srpna 2014  | Mamaia, Rumunsko       | antuka      | Andreea Mituová        | 2–6, 4–6           |
| Finalistka | 3. | 2. února 2015   | Grenoble, Francie      | tvrdý (h)   | Magda Linetteová       | 6–7(2–7), 6–4, 1–6 |
| Finalistka | 4. | 27. dubna 2015  | Wiesbaden, Německo     | antuka      | Anastasija Sevastovová | 6–1, 6–3           |
| Vítězka    | 2. | 22. června 2015 | Lenzerheide, Švýcarsko | antuka      | Nastja Kolarová        | 6–3, 6–4           |
| Vítězka    | 3. | 15. října 2018  | Óbidos, Portugalsko    | koberec (h) | Katarzyna Kawaová      | 7–6(7–3), 6–3      |
| Vítězka    | 4. | 1. června 2019  | Essen, Německo         | antuka      | Paula Badosová         | 6–2, 7–67–4        |
| Finalistka | 5. | 16. dubna 2023  | Zaragoza, Španělsko    | antuka      | Viktorija Tomovová     | 6–4, 2–6, 3–6      |

### Čtyřhra: 2 (0–2)
| Stav       | č. | datum         | turnaj               | povrch | spoluhráčka           | soupeřky ve finále                 | výsledek |
| ---------- | -- | ------------- | -------------------- | ------ | --------------------- | ---------------------------------- | -------- |
| Finalistka | 1. | 9. dubna 2012 | Hvar, Chorvatsko     | antuka | Petra Rohanová        | Martina Kubičíková Tereza Smitková | 2–6, 4–6 |
| Finalistka | 2. | 24. září 2018 | Lisabon, Portugalsko | tvrdý  | Michaëlla Krajiceková | Emma Laineová Samantha Murrayová   | 5–7, 4–6 |

## Chronologie výsledků na Grand Slamu

### Dvouhra
| Turnaj          | 2015 | 2016 | 2017    | 2018 | 2019    | 2020    | 2021    | 2022    | 2023    | 2024 | 2025 | SR     | V–P  |
| --------------- | ---- | ---- | ------- | ---- | ------- | ------- | ------- | ------- | ------- | ---- | ---- | ------ | ---- |
| Australian Open | A    | 3Q   | 1Q      | 1Q   | 3Q      | 3Q      | 2Q      | 2. kolo | 1. kolo | 1Q   | A    | 0 / 2  | 1–2  |
| French Open     | A    | 1Q   | 2Q      | 1Q   | 1Q      | 3Q      | 2. kolo | 1. kolo | 1. kolo | 1Q   |      | 0 / 3  | 1–3  |
| Wimbledon       | A    | 1Q   | 1Q      | 1Q   | 1. kolo | NH      | 3. kolo | 1. kolo | 1. kolo | 2Q   |      | 0 / 4  | 2–4  |
| US Open         | 1Q   | A    | 1. kolo | 2Q   | 1. kolo | 1. kolo | 1. kolo | 1. kolo | 1Q      | A    |      | 0 / 5  | 0–5  |
| výhry–prohry    | 0–0  | 0–0  | 0–1     | 0–0  | 0–2     | 0–1     | 3–3     | 1–4     | 0–3     | 0–0  | 0–0  | 0 / 14 | 4–14 |

| Legenda | Legenda                                   | Legenda | Legenda                     |
| ------- | ----------------------------------------- | ------- | --------------------------- |
| SR      | poměr vyhraných turnajů ku všem odehraným | W–L V–P | výhry–prohry                |
| NH      | daný rok se turnaj nekonal                | A       | turnaje se hráč nezúčastnil |
| 1Q / LQ | prohra v (kole) kvalifikace               | 1k / 1R | prohra v daném kole turnaje |
| QF / ČF | prohra ve čtvrtfinále                     | SF      | prohra v semifinále         |
| F       | prohra ve finále                          | Vítěz   | vítězství v turnaji         |